# Folkets bio Umeå
Folkets Bio Umeå är en kulturförening och biograf som varit aktiv sedan 1973 och är därmed en av landets äldsta Folkets Bio-avdelningar. På Folkets Bios biografer visas filmer från hela världen, ofta konstnärligt kvalitativa filmer med aktuella och tankeväckande ämnen som riktar sig till både barn och vuxna.

## Historia

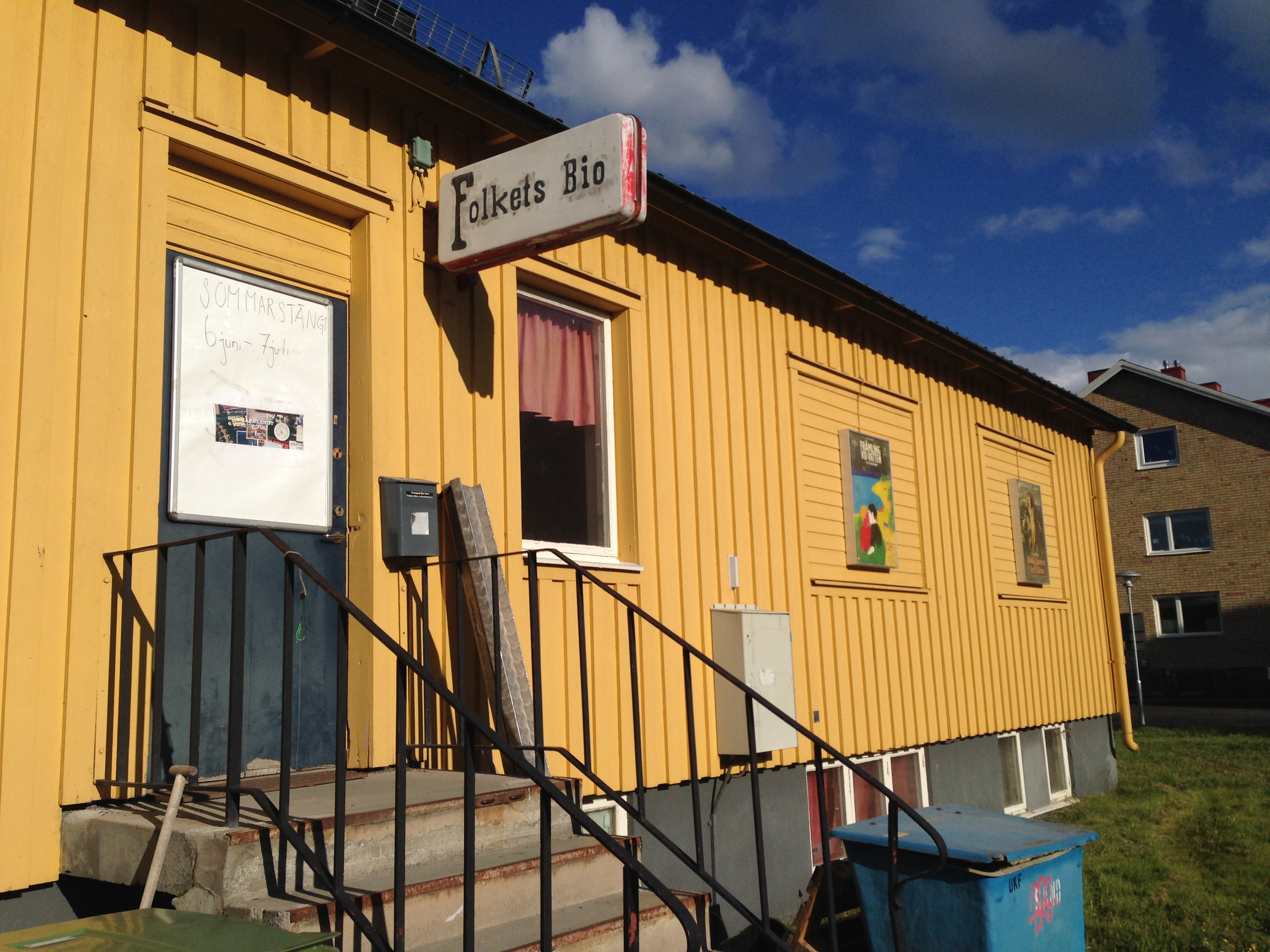
Folkets Bios tidigare lokal på Haga i Umeå.

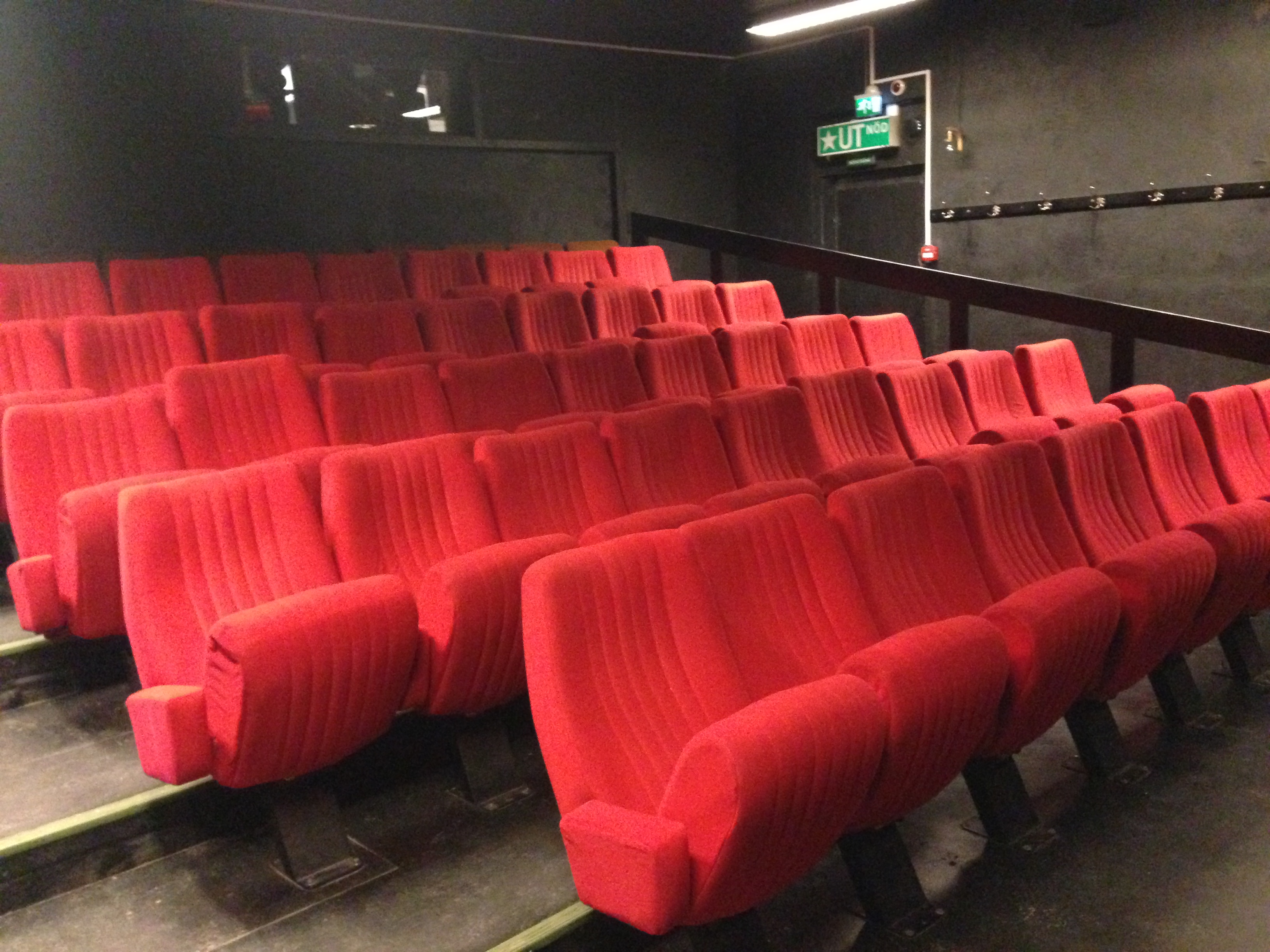
Biosalongen på Gärdesvägen.

Tidigare huserade Folkets Bio på Gärdesvägen 6 i Umeå i en gammal maskinverkstad. Verkstaden anpassades till biografverksamheten och invigdes 1973. Förutom biosalonger fanns det även ett litet café på källarplan där filmentusiaster samlades före och efter visningar. Byggnaden kändes igen på håll med sin ikoniska neonskylt. 2014 invigde Folkets Bio sina nya lokaler på våning 4 i kulturhuset Väven med visning av filmen Girlhood. Numer har Folkets Bio Umeå två salonger, ’Tystnad’ (100 platser) och ’Tagning’ (35 platser).

## Festivaler
Umeå filmfestival (UEFF) arrangeras sedan 2013 årligen av Folkets Bio Umeå med stöd av Umeå Kommun, Region Västerbotten och Svenska Filminstitutet. Festivalen hette mellan 2013 och 2023 Umeå Europeiska Filmfestival, inför den tionde upplagan bestämde man sig för att festivalen enbart skulle heta Umeå Filmfestival. Festivalen visar ett urval av aktuell europeisk och filmer med där norra Sverige finns i fokus. Festivalen rymmer även filmquiz, samtal med gästande filmskapare, sing-alongs och andra aktiviteter. 
I kvinnlig regi är en temahelg som infaller i samband med internationella kvinnodagen. Under helgen visar Folkets Bio Umeå filmer regisserade av kvinnor för att lyfta det kvinnliga filmskapandet. Temahelgen produceras i samarbete med filmföreningen Lynx Studios och Film i Västerbotten.  

## Folkets Bio
Folkets Bio är en ideell kulturförening som importerar, distribuerar och visar film från hela världen. Man anordnar också festivaler och aktiviteter som fokuserar på att sätta filmerna i ett sammanhang. Riksföreningen distribuerar även film till andra biografer. Folkets Bio grundades år 1973 av filmregissörerna Stefan Jarl och Ulf Berggren för att skapa visningsmöjligheter för svensk film som produceras utanför de stora filmbolagen och dess motsvarigheter i världen. I början hade man stora ekonomiska problem och fick dessutom inte annonsera som biograf i Dagens Nyheter. Numera är organisationen mer förankrad. Föreningen består av en riksförening, med huvudkontor på Bergsunds strand 39 i Stockholm, som äger distributionsbolaget samt olika lokalavdelningar som driver biograferna. De fysiska medlemmarna är alla med i Riksföreningen och en lokalavdelning. Varje lokalavdelning är en egen ideell förening. 2020 finns 17 Folkets bio-biografer i Luleå, Umeå, Östersund, Uppsala, Stockholm, Västerås, Göteborg (3 st), Frölunda, Tollered, Jönköping, Visby, Växjö, Lund, Malmö och Östra Vemmerlöv.